# Pérola d'Oeste
Pérola d'Oeste is een gemeente in de Braziliaanse deelstaat Paraná. De gemeente telt 7.202 inwoners (schatting 2009).

## Aangrenzende gemeenten
De gemeente grenst aan Ampére, Bela Vista da Caroba, Planalto en Pranchita.

### Landsgrens
En met als landsgrens aan de gemeente Comandante Andresito en San Antonio in het departement General Manuel Belgrano in de provincie Misiones met het buurland Argentinië.